# Kunduz Mirkarimova
Kunduz Mirkarimova (en ouzbek : Qunduz Mirkarimova), née le 8 mars 1925 à Tachkent et morte dans la même ville le 11 juin 2019, est une danseuse, chorégraphe et enseignante ouzbèke, artiste du peuple d'Ouzbékistan en 1966 et artiste du peuple d'URSS en 1984.

## Biographie
Kunduz Mirkarimova naît en 1925 ou, selon d'autres sources, en 1928 à Tachkent. De 1937 à 1941, elle suit les cours de l'école de ballet Tamarakhonim. En 1951, Mirkarimova est diplômée de l'Académie d'État de chorégraphie de Moscou.

## Carrière
De 1943 à 1946, Mirkarimova travaille comme danseuse soliste au Théâtre Yangiyul de drame musical et de comédie et de 1946 à 1949 au Théâtre Muqumi. De 1951 à 1973, elle danse au Théâtre d'opéra et de ballet Bolchoï d'Alicher Navoï à Tachkent.
De 1953 à 1956, Mirkarimova travaille à la Philharmonie d'État d'Ouzbékistan. En 1957, Mirkarimova crée l'ensemble Bakhor (Printemps). À partir de 1964, elle commence à enseigner la chorégraphie. Elle travaille comme professeur-tuteur de l'ensemble jusqu'en 1969. À partir de 1979, Mirkarimova devient directrice artistique de l'ensemble.
Mirkarimova présente des danses ouzbèkes dans plus de 30 pays, dont la Chine, la France, l'Autriche, la Pologne, l'Angleterre, l'Écosse et le Brésil.
En 1966, Mirkarimova reçoit le titre d'artiste du peuple de la République socialiste soviétique d'Ouzbékistan. Elle enseigne à l'École supérieure d'État de danse nationale et de chorégraphie de Tachkent (1964-1979 et 1988 ; professeur à partir de 1996).
En 1984, Mirkarimova reçoit le titre d'artiste du peuple de l'URSS. En 1994, elle est lauréate du prix Mukarram Turgunbova. En 1997, Mirkarimova est décorée de l'Ordre de l'amitié.
Kunduz Mirkarimova meurt le 11 juin 2019 à Tachkent, à l'âge de 94 ans.

## Récompenses et distinctions
- Médaille « pour le travail distingué » (1951)
- Artiste du peuple de la République socialiste soviétique d'Ouzbékistan (1966)
- Artiste du peuple de l'URSS (1984)
- Médaille « Shukhrat » (1994)
- Prix Mukarram Turgunbaeva (1994)
- Ordre de l'amitié (1997)
- Ordre de Dustlik (1997)